# Železniční trať Lovosice – Teplice v Čechách
Železniční trať Lovosice – Teplice v Čechách (v jízdním řádu pro cestující označená číslem 097) vede z Lovosic do Teplic přes Řetenice a Úpořiny. Na trati se nachází jeden tunel. Jde o jednokolejnou regionální trať. Železnici vystavěla společnost Ústecko-teplická dráha jako první úsek své Severočeské transverzálky, nejdelší místní dráhy v Českých zemích. Provoz na trati byl zahájen 16. prosince 1897. Původně trať sloužila i k rychlíkovému spojení Teplic s Libercem a dopravě uhlí k Labi, postupem času ale pozbyla svého významu. Po roce 2000 je zde zavedena pouze místní osobní doprava a nákladní doprava omezena na minimum.
Dne 7. června 2013 trať postihl rozsáhlý sesuv půdy, který poškodil úsek mezi Chotiměří a Radejčínem. Z Lovosic byla zavedena náhradní autobusová doprava a osobní vlaky končí jízdu v Radejčíně. V letech 2013–2020 tak nejezdily v úseku Lovosice–Radejčín žádné vlaky. To se změnilo 6. června 2020, odkdy byl zahájen sezónní víkendový provoz vlaků AŽD Praha mezi Lovosicemi a Chotiměří. Obnova poničeného úseku nebyla dosud (jaro 2025) zahájena; počítalo se s ní v období 2023-2025. Provoz na obnoveném úseku pak měl započít na začátku roku 2026.

## Historie

### Před stavbou trati, projekty
Až do počátku 90. let 19. století disponovalo důležité lázeňské a obchodní středisko Teplice pouze jedinou tratí, jíž byla hlavní trať Ústí nad Labem – Chomutov, provozovaná společností Ústecko-teplická dráha (ÚTD, častěji se však používala zkratka ATE z německého ekvivalentu Aussig-Teplitzer Eisenbahn). Společnost ATE zároveň pomocí této trati (a souběžné trati Ústí nad Labem – Bílina) kontrolovala dopravu převážné většiny uhlí, směřujícího z podkrušnohorských dolů k Labi a dále buď do Saska, či dalších oblastí nejen v Českých zemích.
Po neúspěchu projektu konkurenční Duchcovsko-podmokelské dráhy (DBE, dokončena 1872), jež ztroskotal na trakční náročnosti dráhy a špatném hospodaření podniku, se roku 1892 objevil další projekt železnice s cílem alespoň částečně převzít lukrativní přepravy uhlí Ústecko-teplické dráze. Stáli za ním podnikatelé z okolí Bíliny a Teplic a plánovaná trasa vedla z Bíliny (na stávající trati ATE) přes Kostomlaty pod Milešovkou do Lovosic na Labi, kde mělo být vybudováno překladiště za účelem další přepravy lodní dopravou. Přestože podnik neměl od počátku příliš velkou šanci na úspěch (stejně jako v případě DBE, i zde bylo počítáno s velkými sklony na náročných úsecích přes České středohoří, což s sebou mimo jiné neslo i zvýšené náklady na stavbu), jeho vznik neušel pozornosti vedení ATE.

### Iniciativa ATE

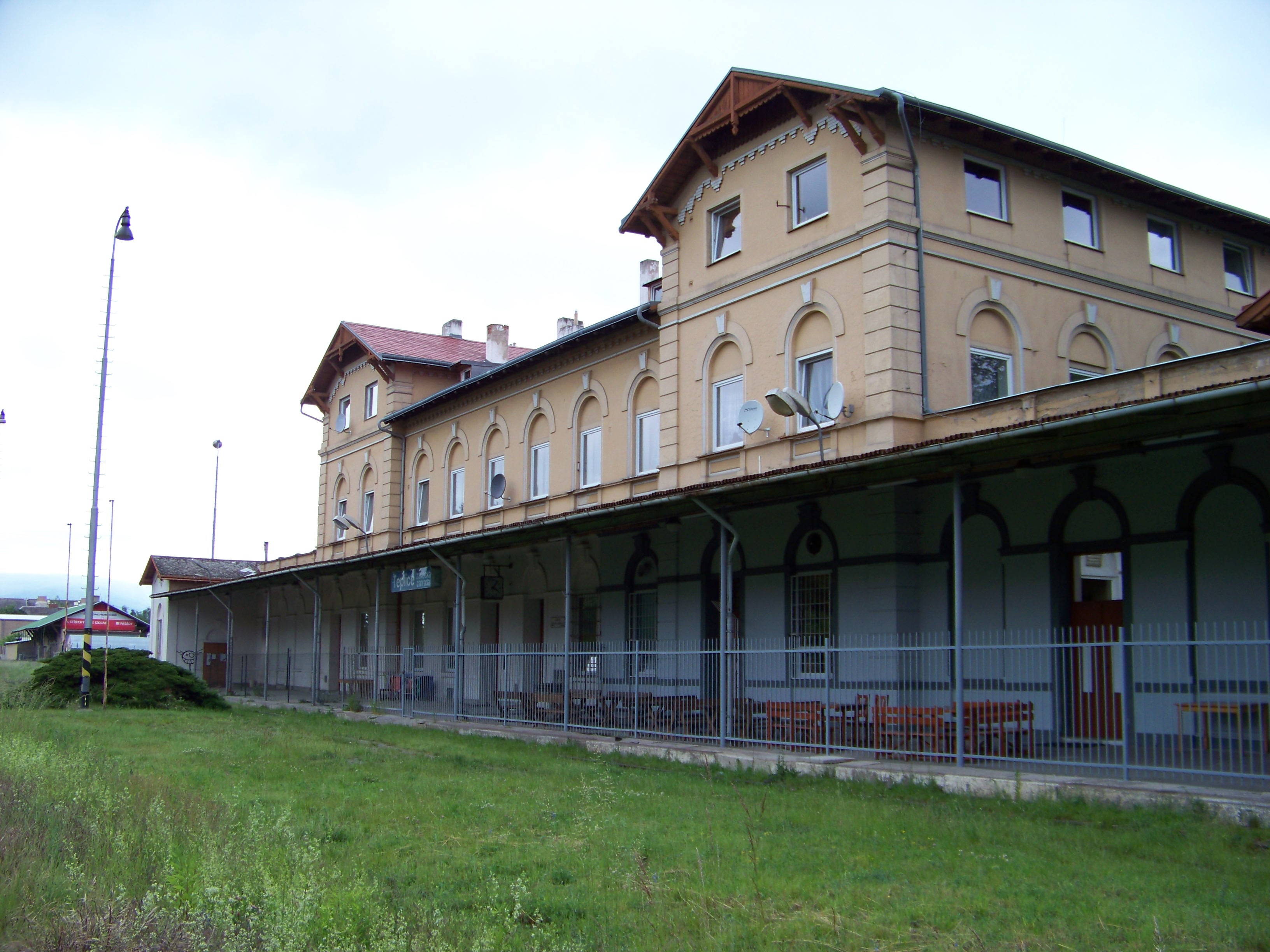
Stanice Teplice zámecká zahrada

Podnik ATE byl již řadu let ve velkém zisku, pramenícím zejména z přeprav uhlí, které hrálo v dané době prim. Problémem však byla skutečnost, že takto vysoce ziskové společnosti musely na základě platných zákonů odevzdávat do státní pokladny daně ze zisku. Akcionáři proti tomuto kroku všemožně bojovali a jednou z variant bylo umělé snižování vykázaného zisku právě pomocí investic do infrastruktury či vozidel. Konkurenční projekt navíc mohl ohrozit výsadní postavení společnosti a přebrat jí část dopravovaných komodit. Po zvážení situace si ATE nechala zpracovat možnosti stavby trati v podobné trase, která by ale začínala v Teplicích a již provozovanou trať Ústí nad Labem – Bílina křížila v Úpořinách. Nakonec byl tento projekt odsouhlasen a v červenci 1894 požádala společnost na ministerstvu obchodu o povolení přípravných prací na trase. Ve stejné době se začalo s podnikáním prvních kroků také ve věci případného prodloužení trati z Lovosic dále na severovýchod – dalšími cíli měla být města Litoměřice, Česká Lípa a Liberec. Projekt tak začal mít rysy transverzální dráhy.

### Udělení koncese a stavba
První úsek Řetenice – Lovosice o délce 36 kilometrů byl vládou koncesován 13. června 1896 a v září se začalo se stavbou, kterou realizovala společnost Schön a synové z Prahy. Přestože po většinu roku 1897 panovalo pro stavbaře nepříznivé počasí, podařilo se spojnici dokončit v listopadu téhož roku a slavnostní otevření se uskutečnilo 16. prosince. V té době již běžely práce i na navazujícím úseku do Litoměřic a České Lípy. Ten byl otevřen o rok později.

## Popis trati
Trať začíná v Řetenicích (dnes součást Teplic) na hlavní trati Ústí nad Labem – Chomutov a vede přes stanici Teplice zámecká zahrada do Úpořin, kde je zaústěna do řehlovického zhlaví. Na zhlaví opačném se opět odděluje a pomocí 233,7 m dlouhého tunelu, jediného na celé trati, stoupá k Hradišti. Vrchol trati ve výšce 371 m n. m. se nachází u Radejčína a odtud trať až do Lovosic klesá. Mezilehlými stanicemi v úseku Úpořiny – Lovosice byly Žalany, Radejčín a Chotiměř; po degradaci prvních dvou z nich na zastávky a nákladiště a později pouhé zastávky je jako stanice v současnosti administrativně vedena pouze dopravna Chotiměř. V Lovosicích trať přichází zleva na severní zhlaví a končí na bývalém nádraží Severní státní dráhy. Největší sklon na trati dosahuje hodnoty 25 promile.

## Provoz

### Zahájení provozu
Na trati byly od počátku zavedeny osobní vlaky, vedené přímo již z hlavního nádraží ATE v Teplicích. Nákladní dopravu zastupovaly zejména uhelné vlaky, ložené uhlím z okolních dolů a směřujícím nejvíce do severovýchodních Čech. Po dostavbě celé trati až do Liberce byly tyto vlaky vedeny i tímto směrem. Provoz společnost zajišťovala nově dodanými stroji řady IVb z lokomotivky ve Vídeňském Novém Městě, časem se ale na trať dostávaly i starší stroje z jiných tratí. Vzhledem k náročnému stoupání v úseku Úpořiny – Radejčín bylo nutné u těžkých vlaků obstarávat postrk; pro tento účel v Úpořinách vznikla malá remíza pro deponování postrkového stroje. Již od zahájení provozu byla v celé trati povolena maximální rychlost 50 km/h, obvyklá v té době spíše na tratích hlavních.
V prvních letech na trati obstarávalo dopravu pět párů osobních vlaků, doplněným jedním párem rychlíků Teplice – Liberec, tedy v celé trase transverzální dráhy.

### Vývoj

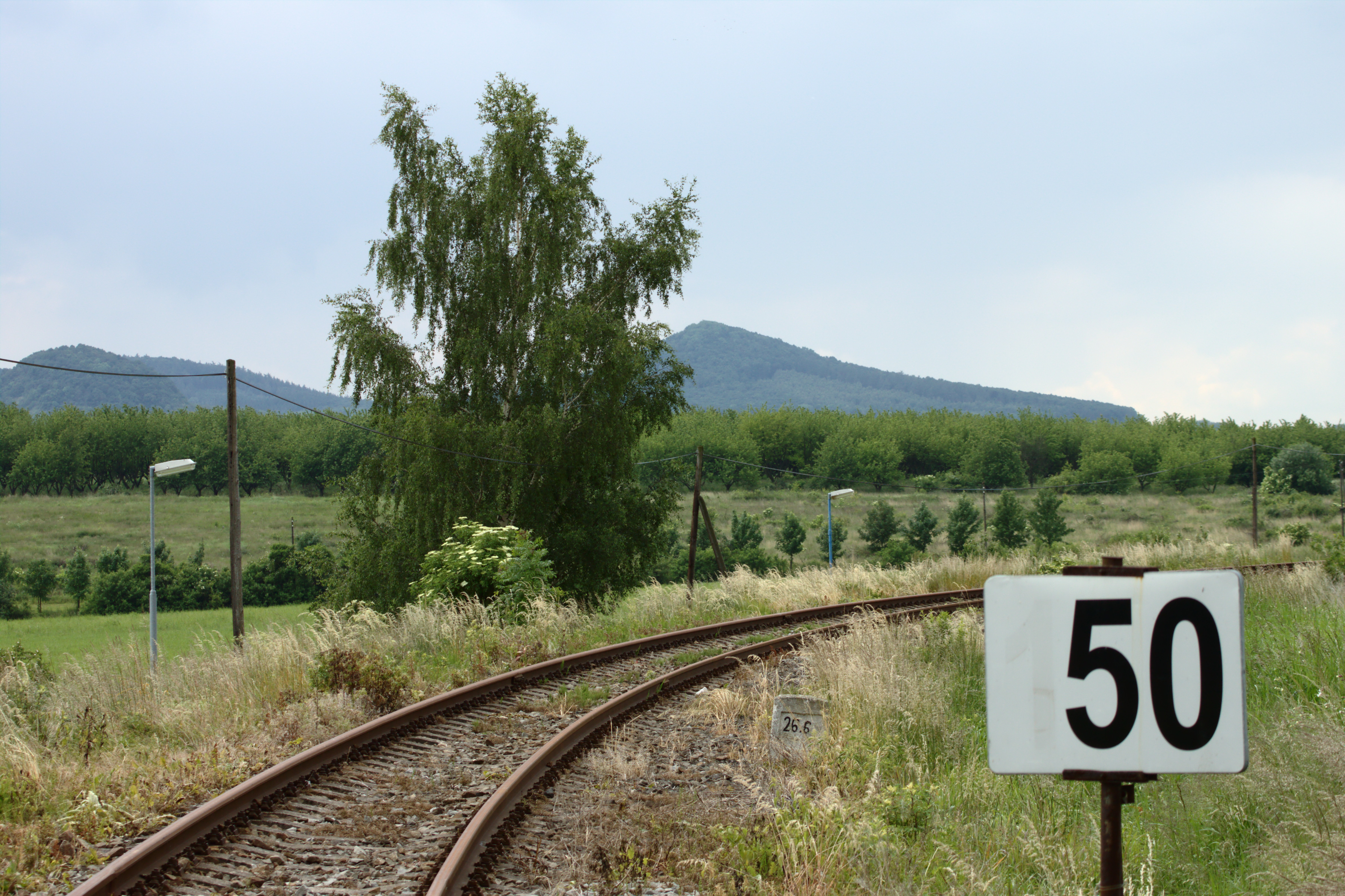
Trať u Chotiměře

Trať byla společně s celým majetkem společnosti ATE zestátněna k 1. lednu 1923 a integrována do sítě Československých státních drah (ČSD). Ve třicátých letech zde byly zkoušeny a později zavedeny první motorové vozy, a to řady M 130.1 výtopny Teplice. Dopravu posílených vlaků však stále zajišťovaly lokomotivy parní, mimo jiné také stroje původní řady ATE IVc, dodané pro službu na transverzálce po roce 1900 (a později u ČSD označené řadou 413.2). Rychlíková doprava byla na trati zrušena již ve dvacátých letech.
Počátkem padesátých let byla na trati přechodně v platnosti zjednodušená výprava vlaků; roku 1954 bylo toto opatření opět zrušeno. Na vině byla mimo jiné zvýšená nákladní doprava, vyvolaná obnovením těžby uhlí v dolech u Žalan. Po roce 1960 byly na osobní vlaky nasazeny motorové vozy M 131.1 z vagónek Tatra Kopřivnice a Studénka, které převzaly dopravu po parních strojích řady 354.1. 3. října 1961 provoz poznamenala nehoda – ve stanici Žalany vykolejila vlivem špatně upevněného čepu u běhounu lokomotiva 555.075 v čele nákladního vlaku a spolu s několika dalšími vozy poškodila téměř celé kolejiště stanice. Incident se obešel bez obětí na životech, hmotné škody ale dosáhly několika milionů Kčs. Dopravu zajišťovaly strojové stanice Teplice, Úpořiny a Lovosice i dalšími lokomotivami – namátkou řadami 344.0, 344.1, 414.0, 434.2, 524.2 a dalšími.
Parní provoz na trati skončil až v roce 1979 – posledními nasazovanými stroji se stala řada 475.1 služebny Lovosice. Poté dopravu definitivně převzaly lokomotivy motorové, zastoupené řadami T 435.0, T 444.0 a nejnověji T 466.2. Osobní vlaky začaly v osmdesátých letech dopravovat nové motorové vozy řady M 152.0.

## Současnost
Od roku 2007 byly na trati nasazeny motorové jednotky Regionova, vzniklé přestavbou ze starších vozů řady 810 (M 152.0). Nákladní doprava je na útlumu a do roku 2013 byla omezena pouze na příležitostné manipulační vlaky na obou koncových úsecích z Lovosic do Chotiměře a z Řetenic do Úpořin; v současnosti již není provozována vůbec.

### Sesuv půdy

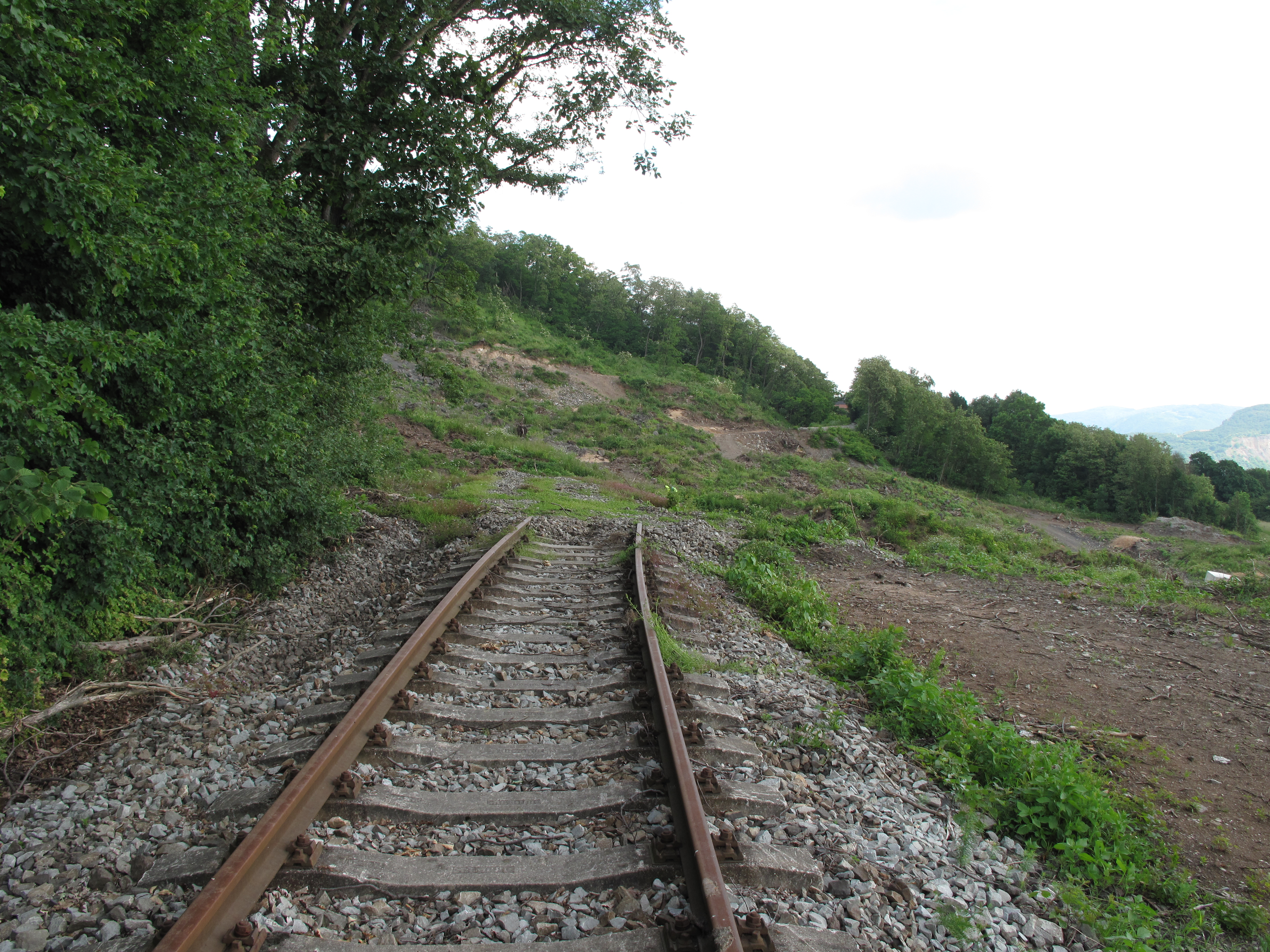
Poničená trať u Litochovic

Dne 7. června 2013 došlo mezi obcemi Dobkovičky, Velemín a Litochovice nad Labem v Českém středohoří k velkému sesuvu půdy, který těžce poškodil staveniště dálnice D8 a poničena byla i souběžně vedená železniční trať. Provoz vlaků je vyloučen v úseku Lovosice – Radejčín a přepravu osob zajišťuje náhradní autobusová doprava. Termín opravy sesutého úseku trati nebyl dosud (2025) stanoven.
Ačkoli se očekávala obnova trati v sesuvem postiženém úseku, rozhodnutí ministra směřuje k zániku železniční dopravy Opárenským údolím. Proti tomu se ohradila petiční iniciativa. Zástupci Ústeckého kraje zdůrazňovali již krátce po sesuvu ochotu trať obnovit, do současnosti[kdy?] ale žádný větší pokrok v této otázce neproběhl. Koncem listopadu 2015 Ministerstvo dopravy oznámilo zahájení příprav obnovy trati. Z důvodu oddalování obnovy byla v roce 2018 započata Janem Vondroušem další petiční podpisová akce za obnovu trati.

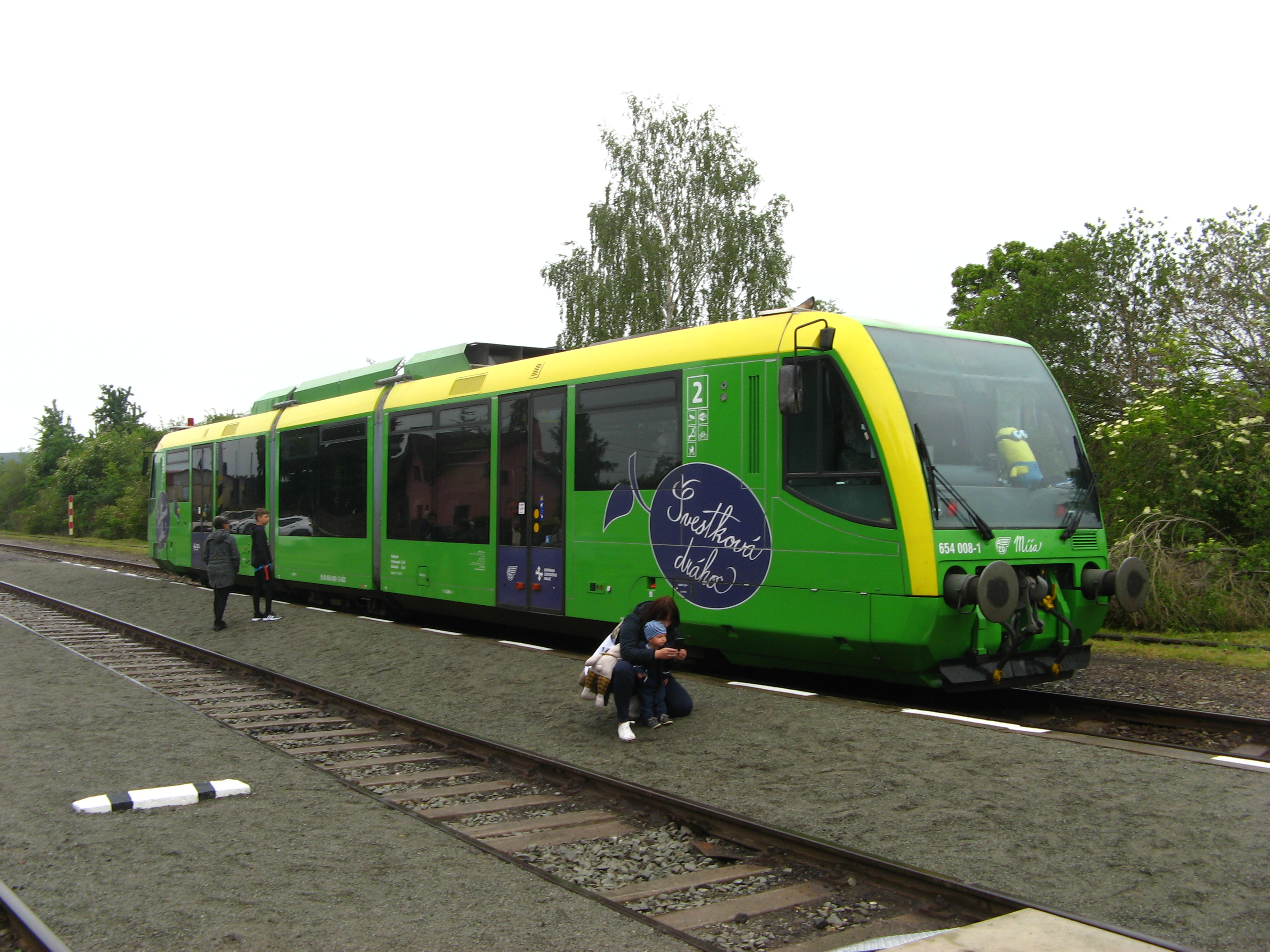
Motorová jednotka 654 v den zahájení víkendového provozu ve stanici Chotiměř

6. června 2020 byl zahájen provoz sezónních víkendových vlaků po atraktivní části tratě mezi Lovosicemi a Chotiměří, který vede přes Opárenské údolí. Dopravcem vlaků bylo AŽD Praha a vlaky jezdily do září. Dopravce na trať nasazoval motorové jednotky německé řady 654 (RegioSprinter).

## Navazující tratě

### Lovosice
- Železniční trať Lovosice – Česká Lípa
- Železniční trať Praha–Děčín
- Železniční trať Čížkovice–Obrnice
- Železniční trať Lovosice–Postoloprty

### Úpořiny
- Železniční trať Ústí nad Labem – Úpořiny – Bílina

### Řetenice
- Železniční trať Ústí nad Labem – Chomutov

### Teplice vČechách
- Železniční trať Ústí nad Labem – Chomutov

## Galerie

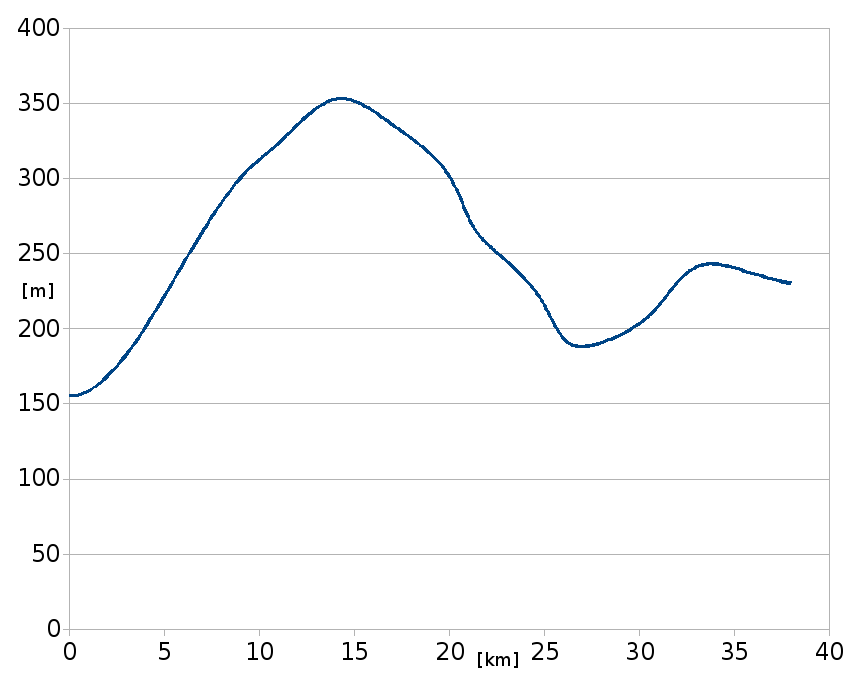
Výškový profil trati 097 ve směru od Lovosic do Teplic v Čechách
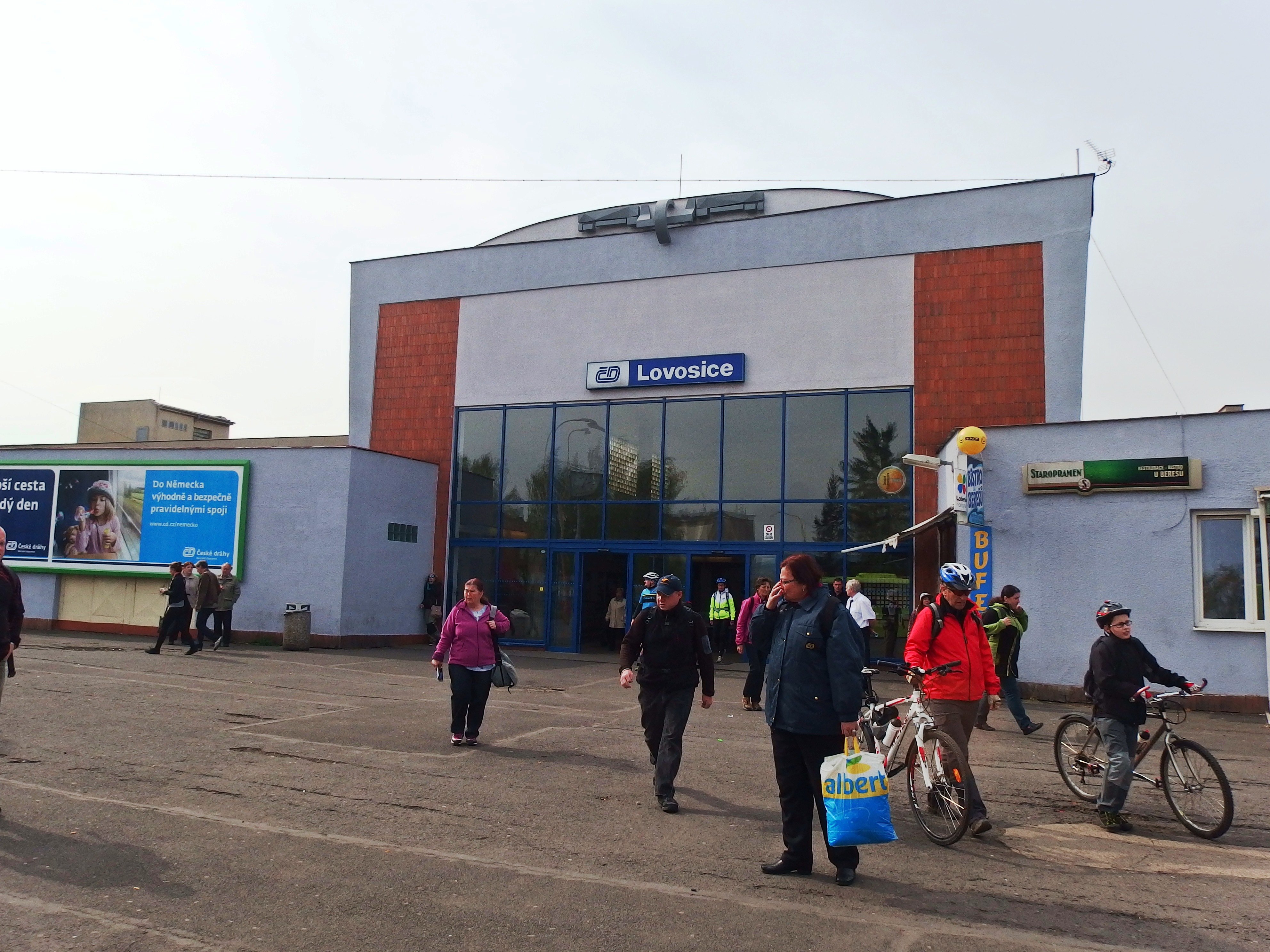
stanice Lovosice
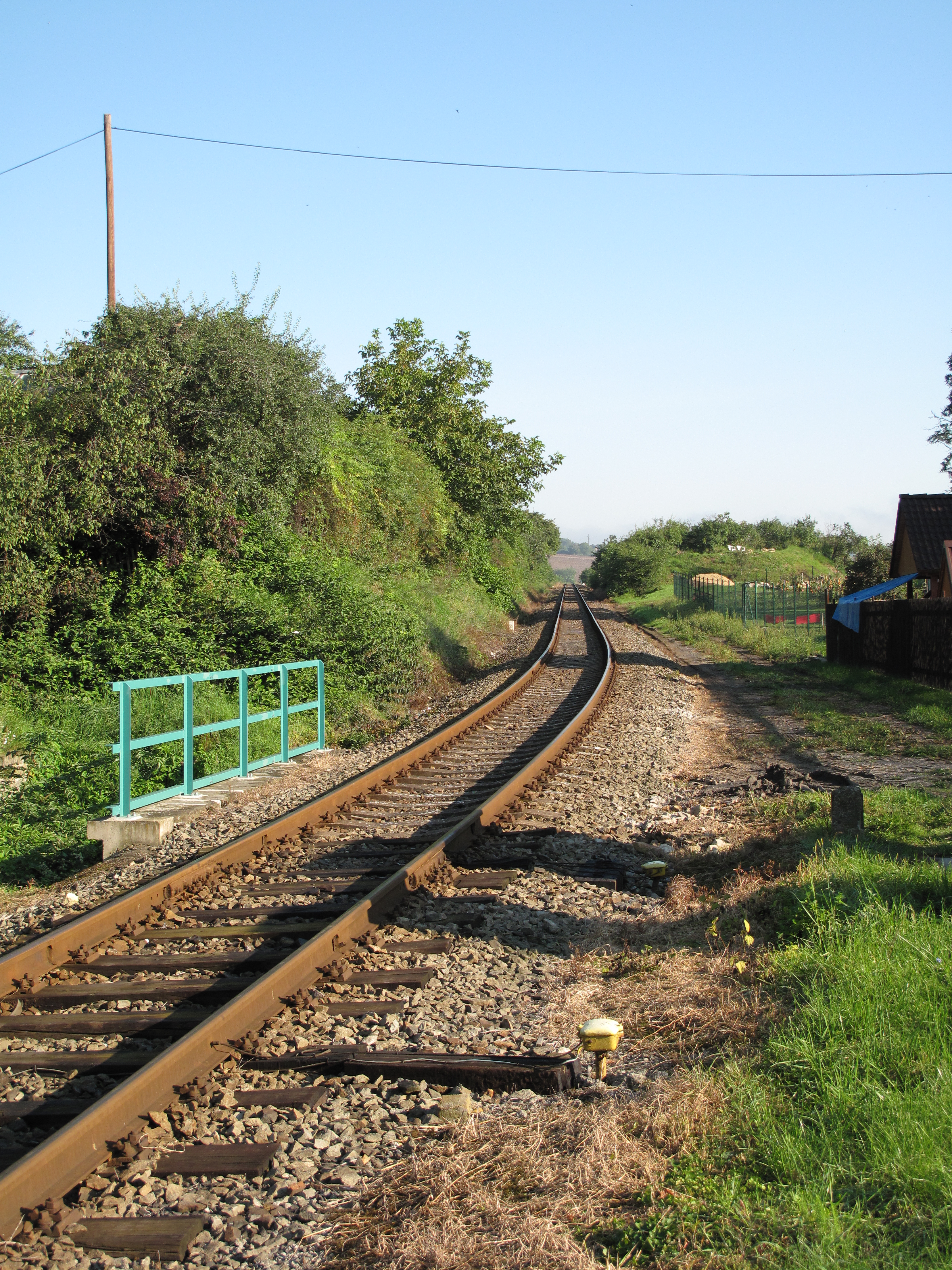
Trať u Lhotky nad Labem
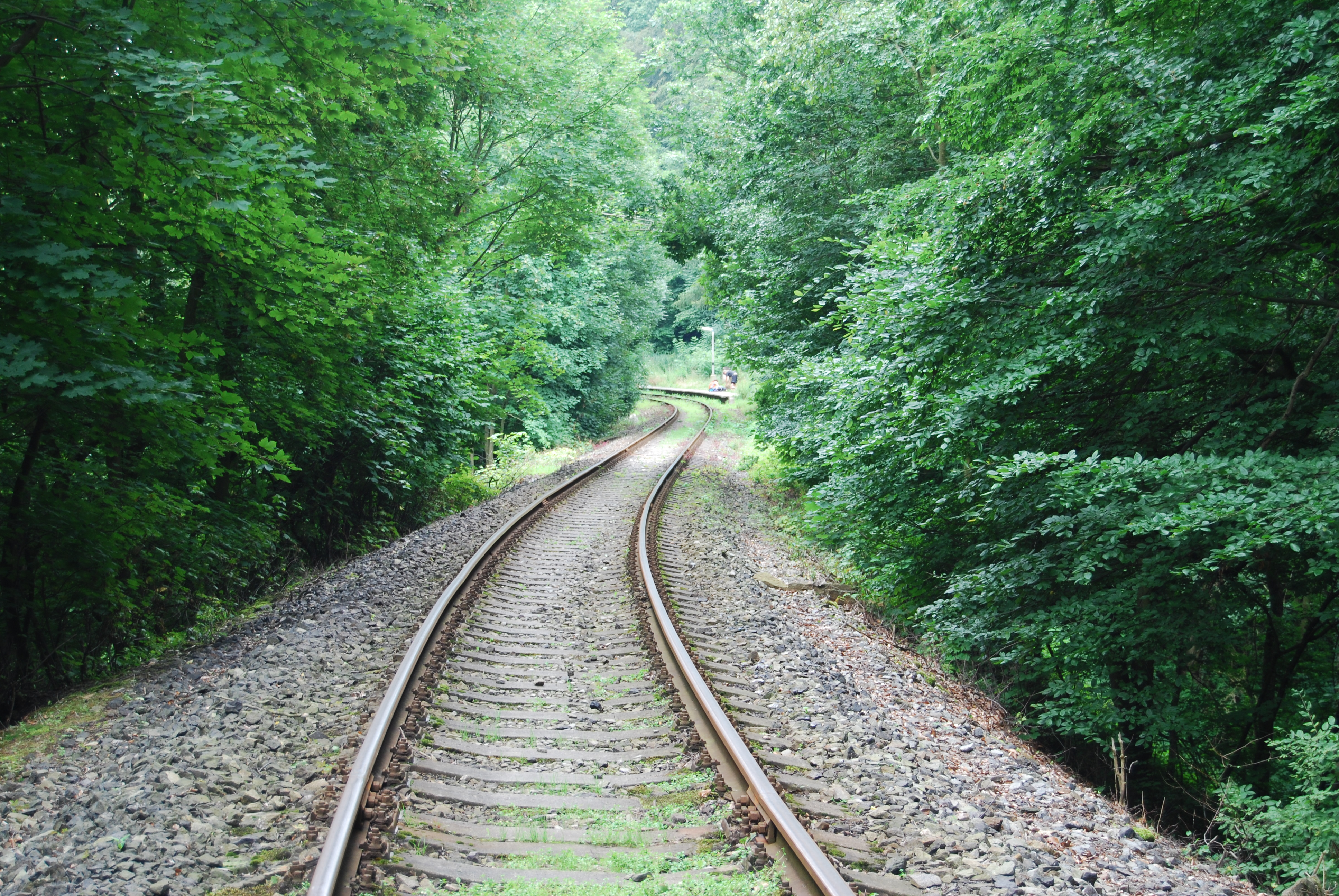
Úsek železnice v Opárenském údolí
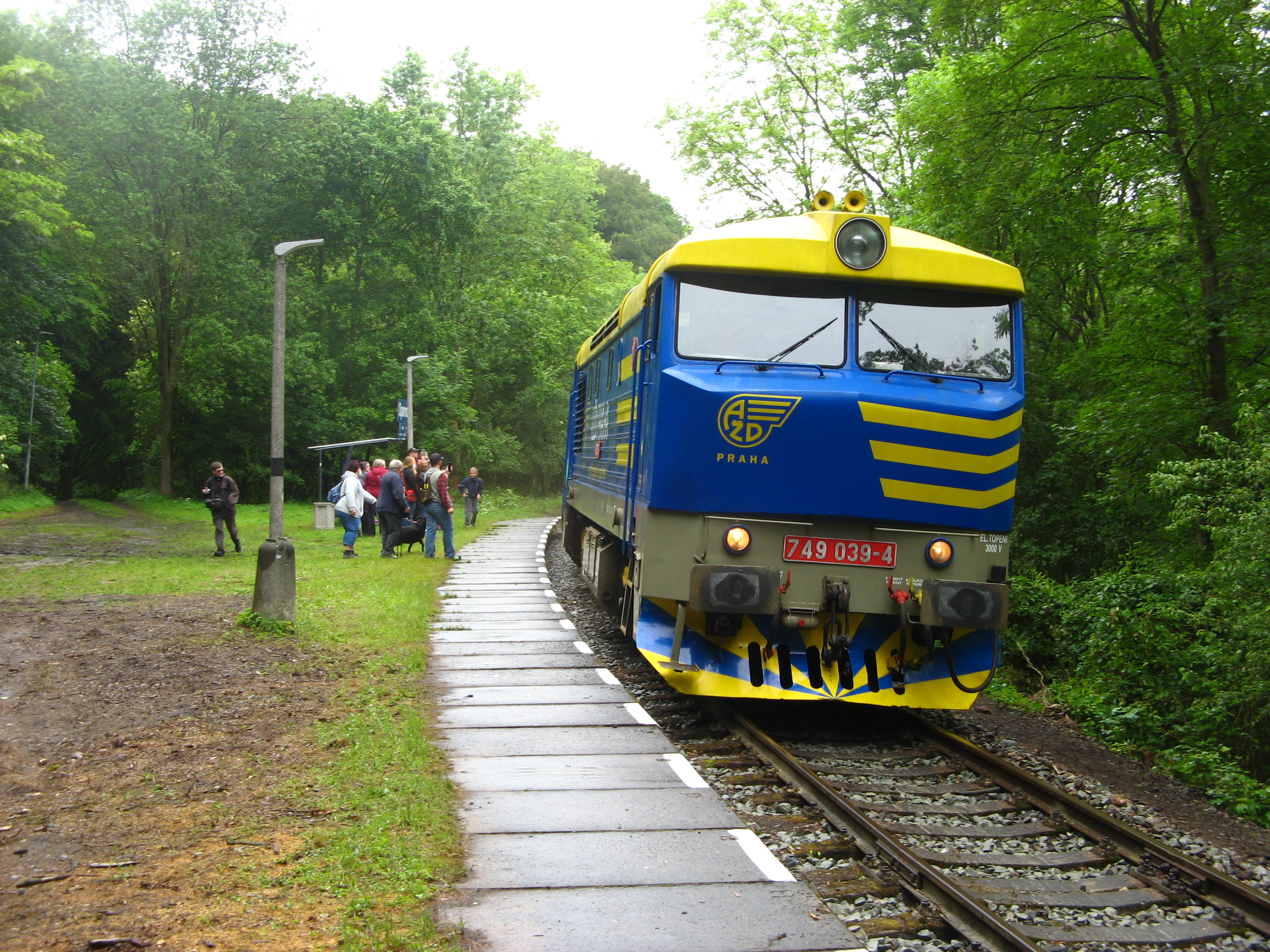
protokolární vlak AŽD při zahájení provozu víkendových vlaků v zastávce Oparno
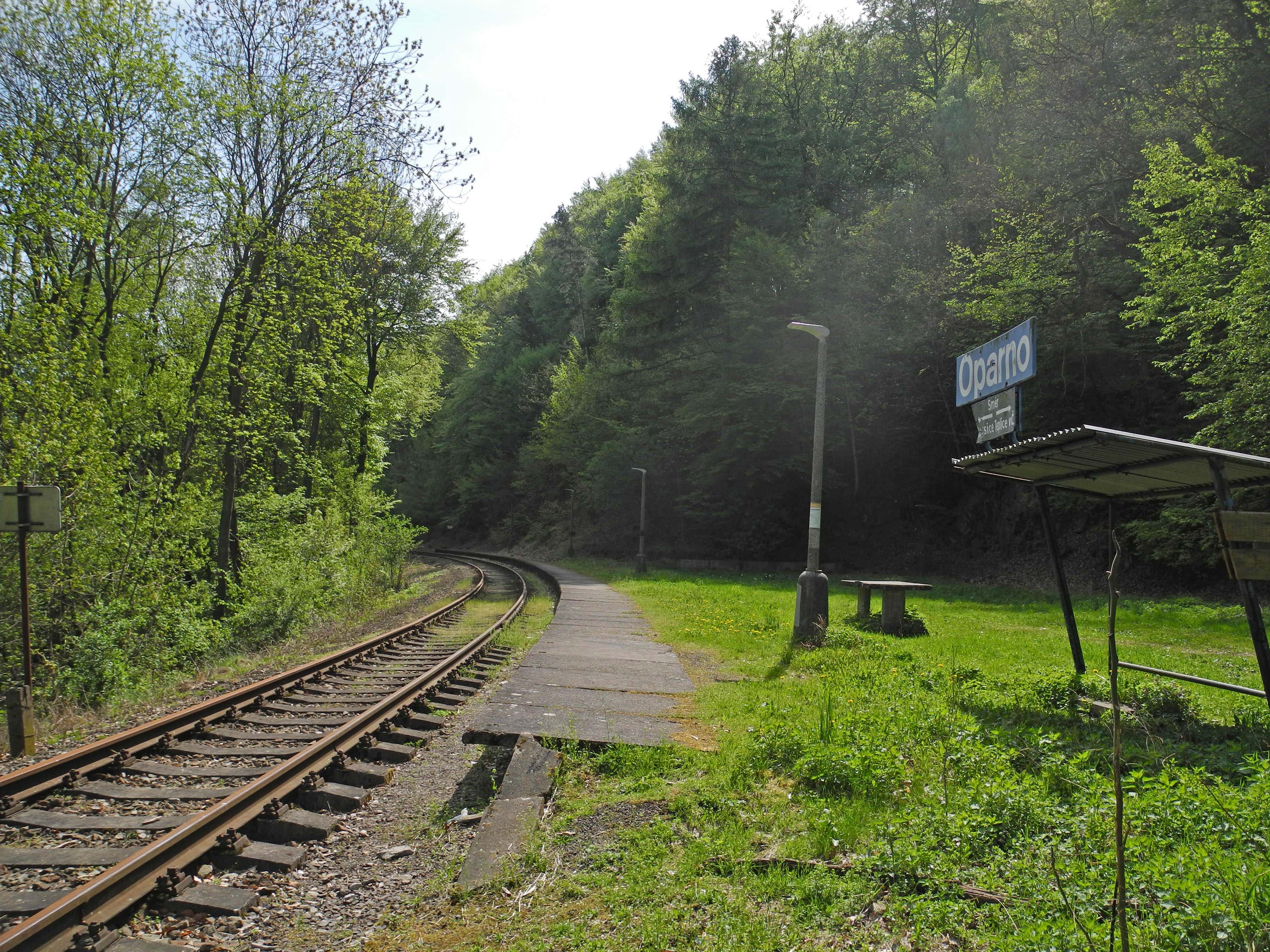
zastávka Oparno
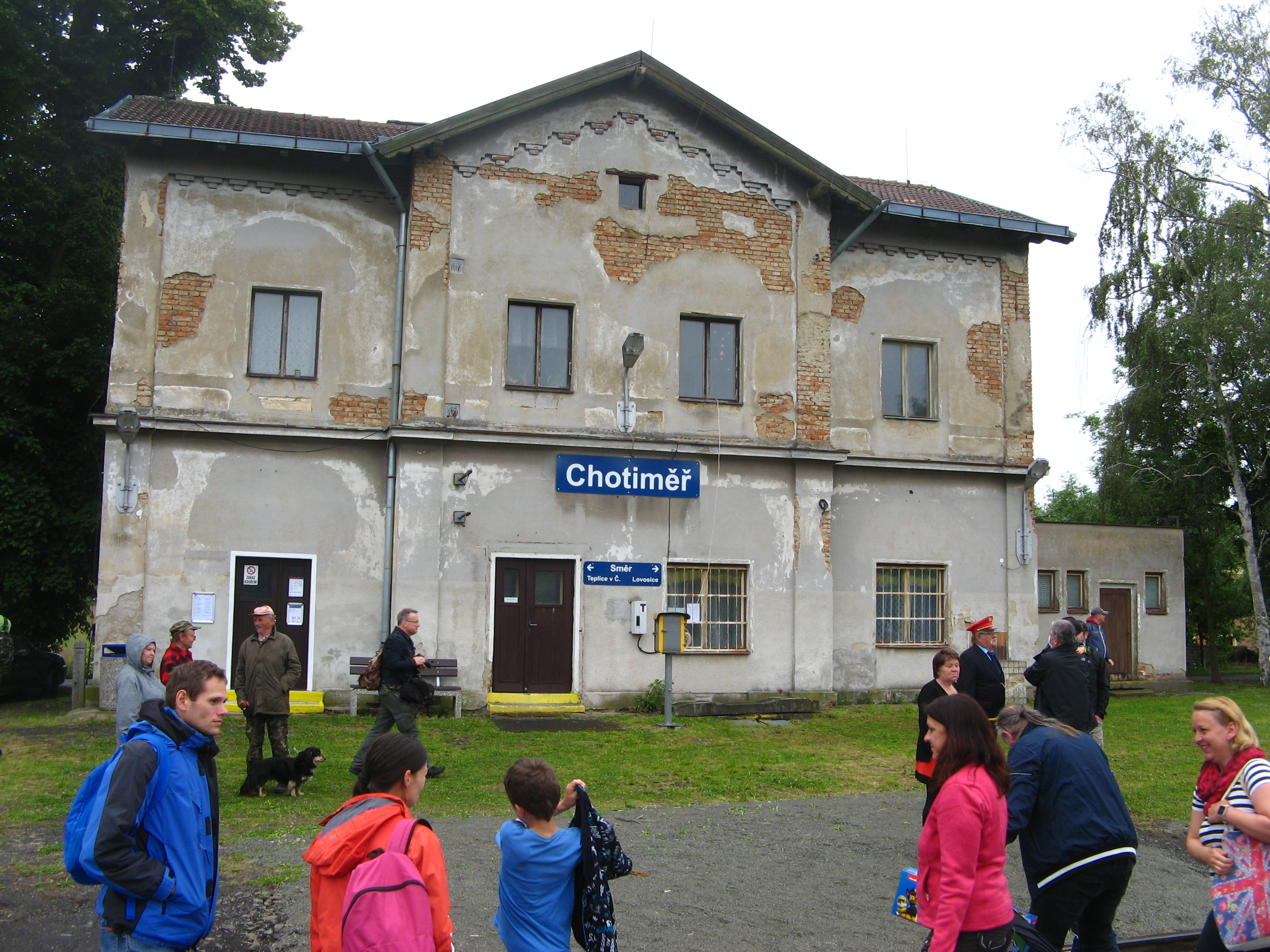
zastávka a nákladiště Chotiměř
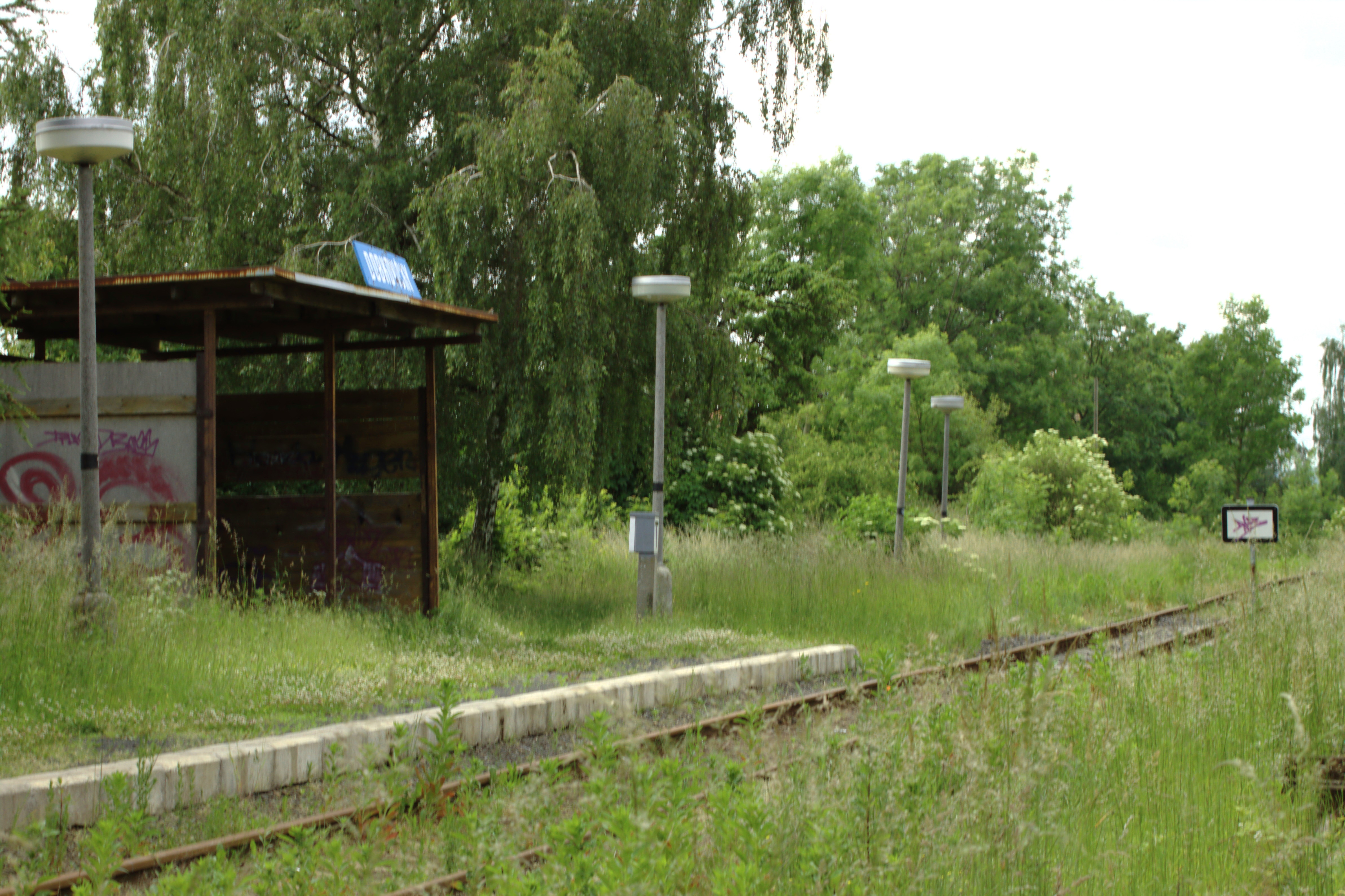
zastávka Dobkovičky
- Video v místě sesuvu
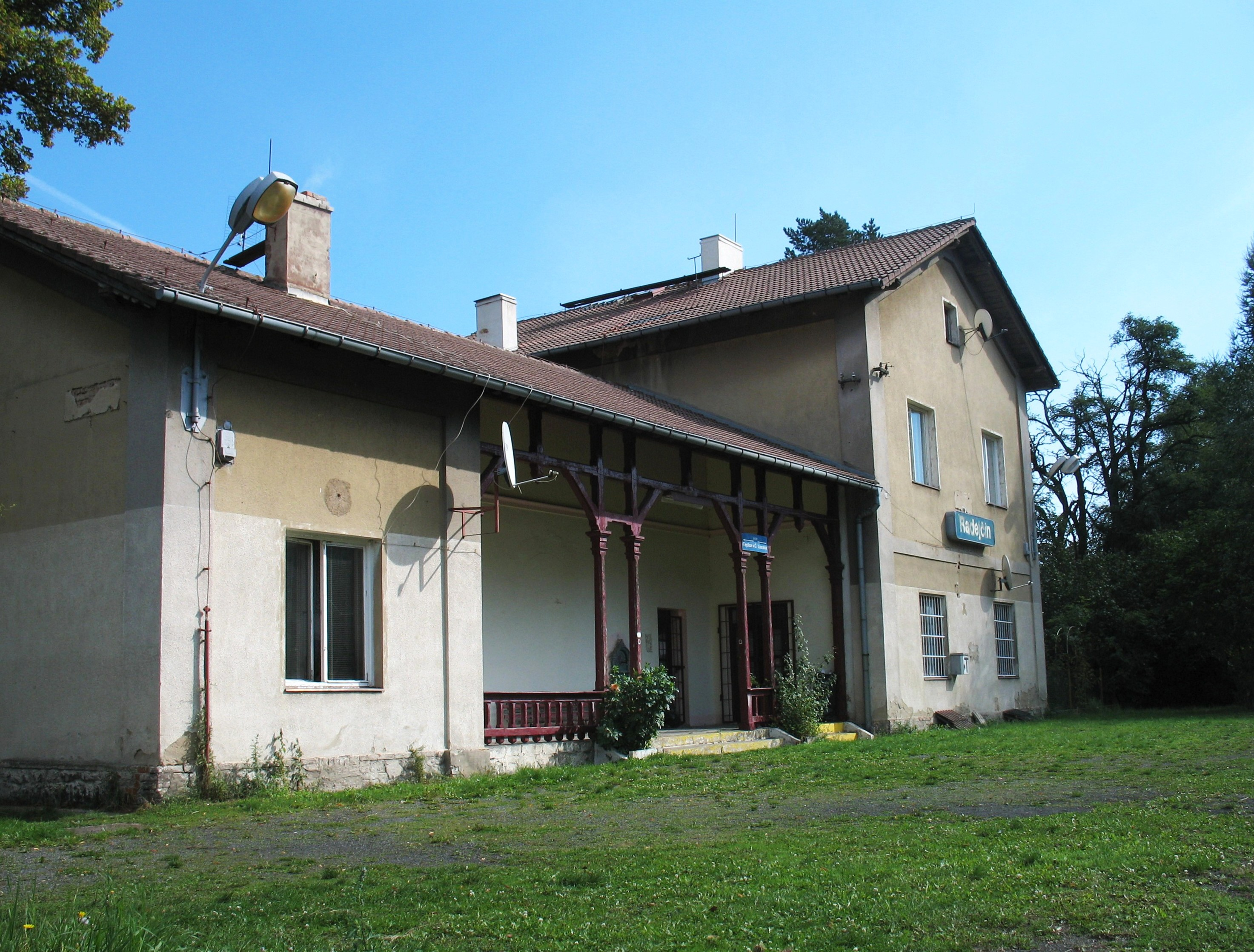
zastávka Radejčín
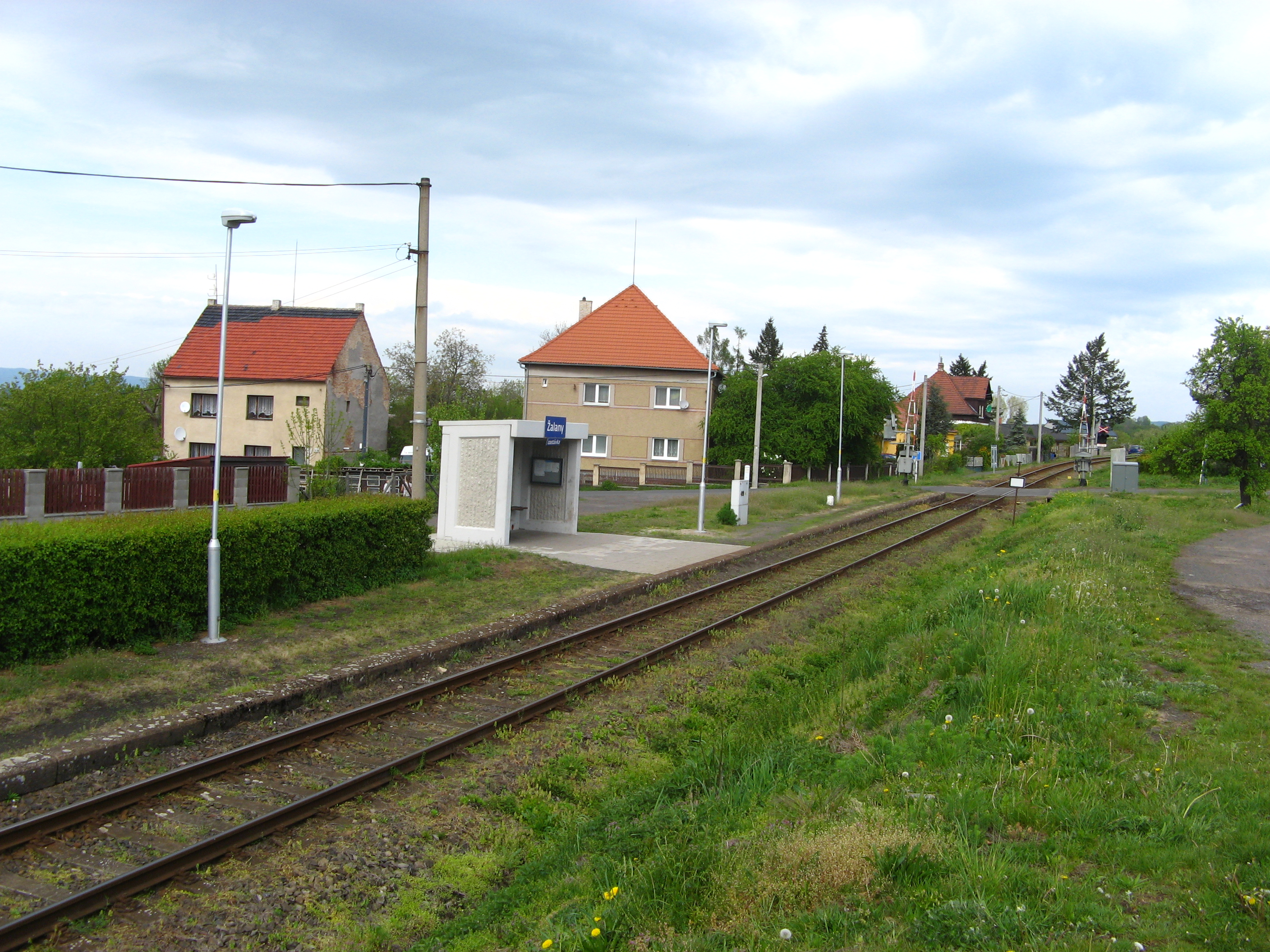
Žalany zastávka
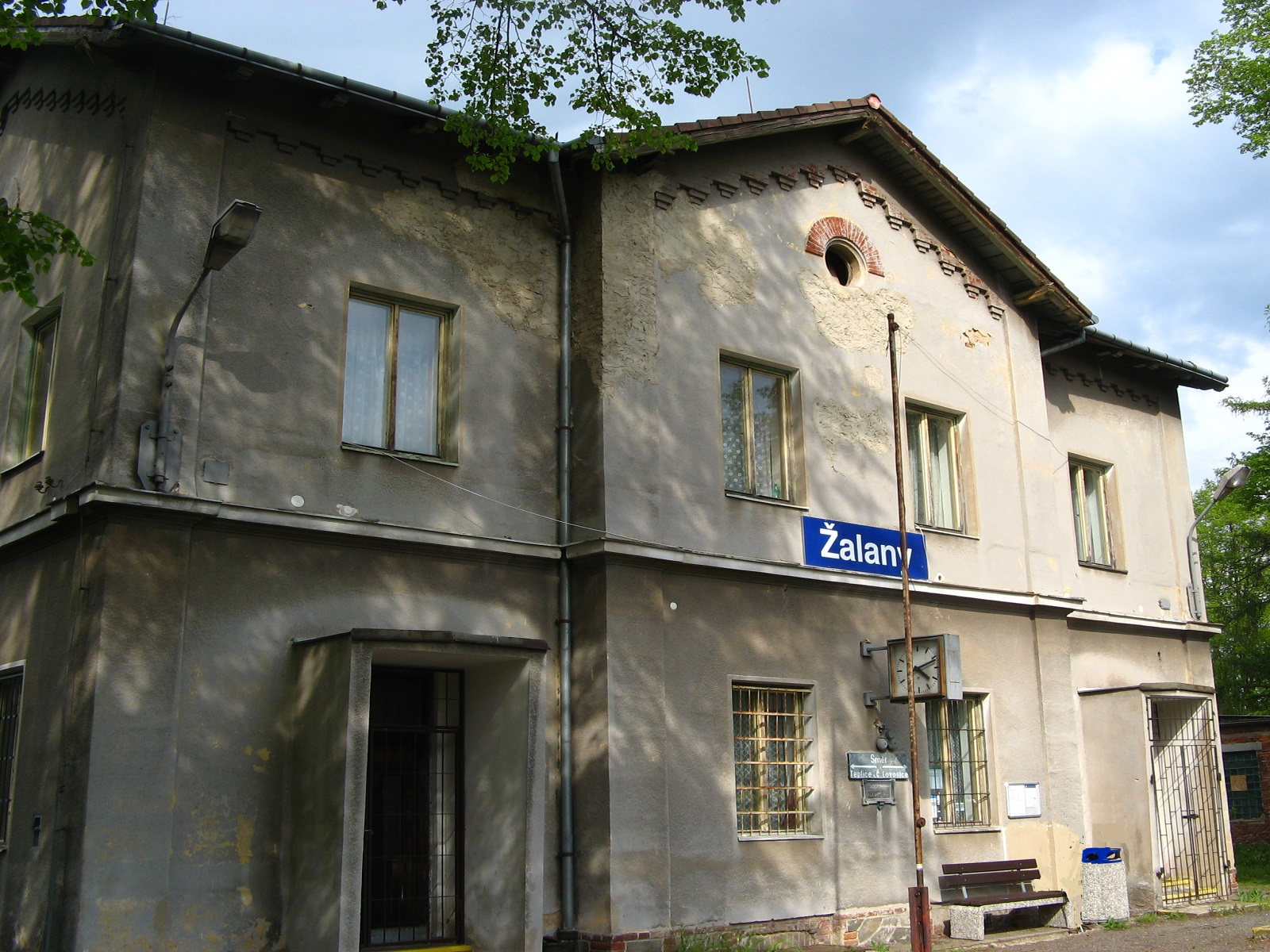
zastávka a nákladiště Žalany
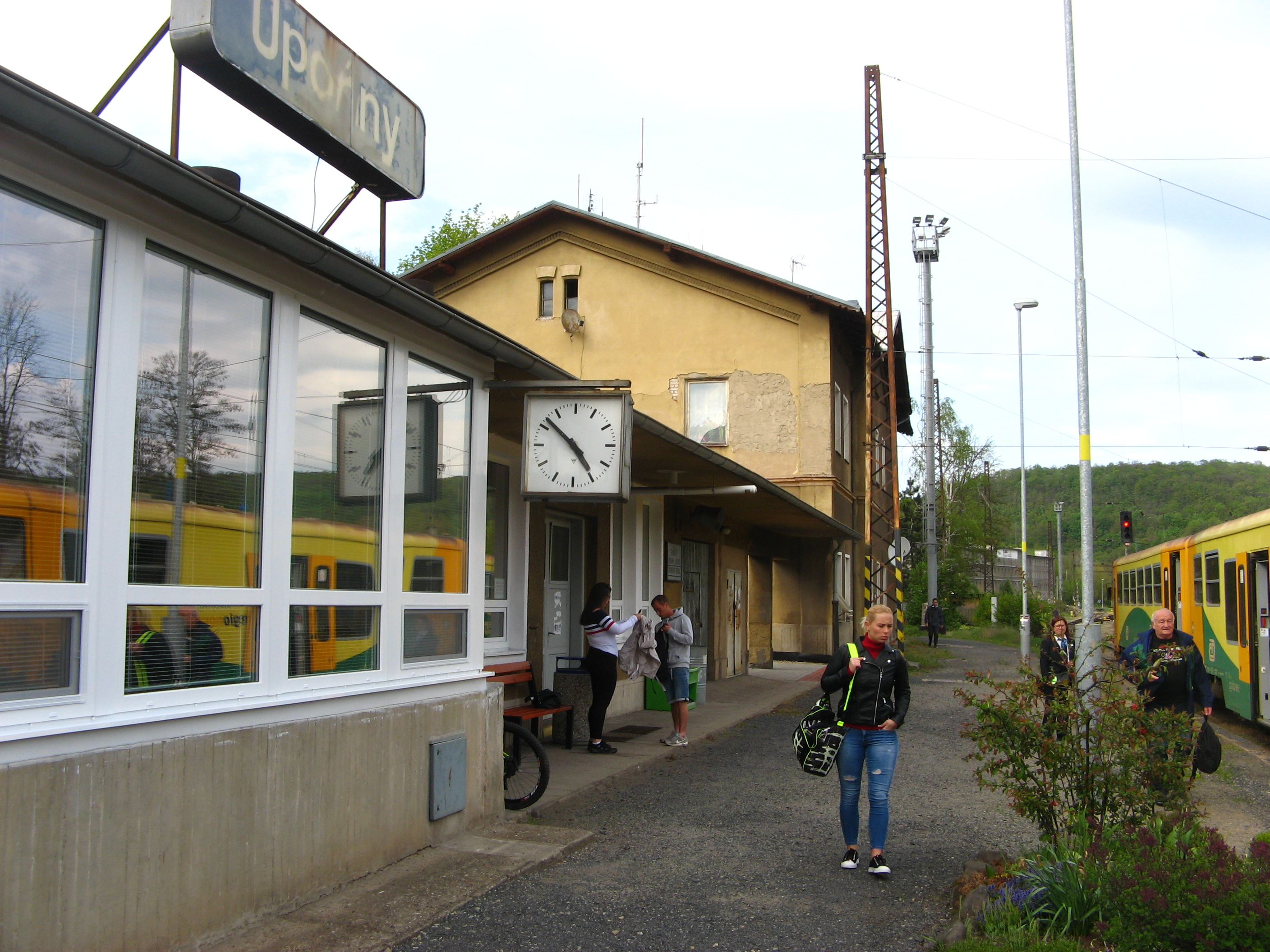
stanice Úpořiny
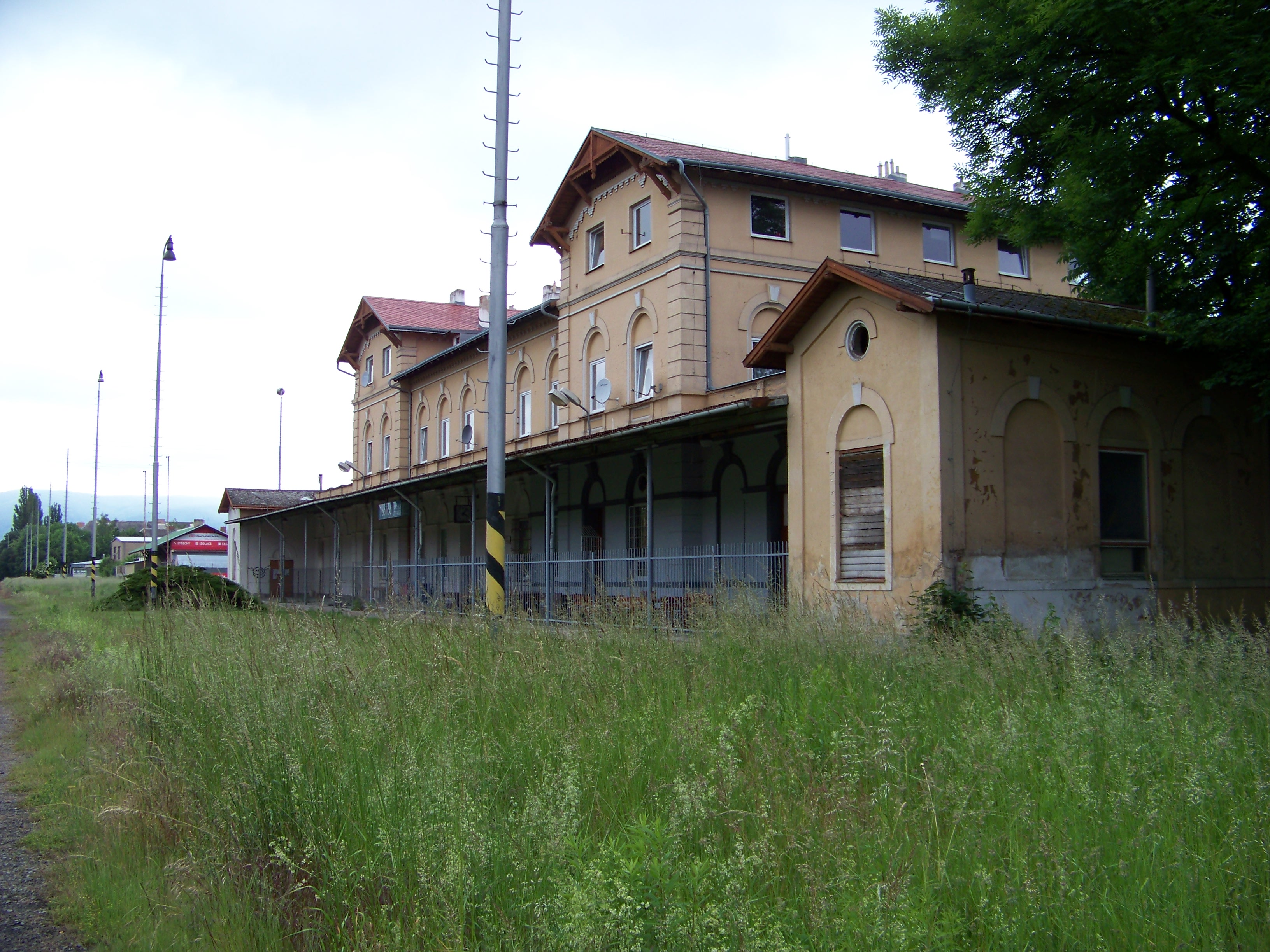
zastávka a nákladiště Teplice zámecká zahrada
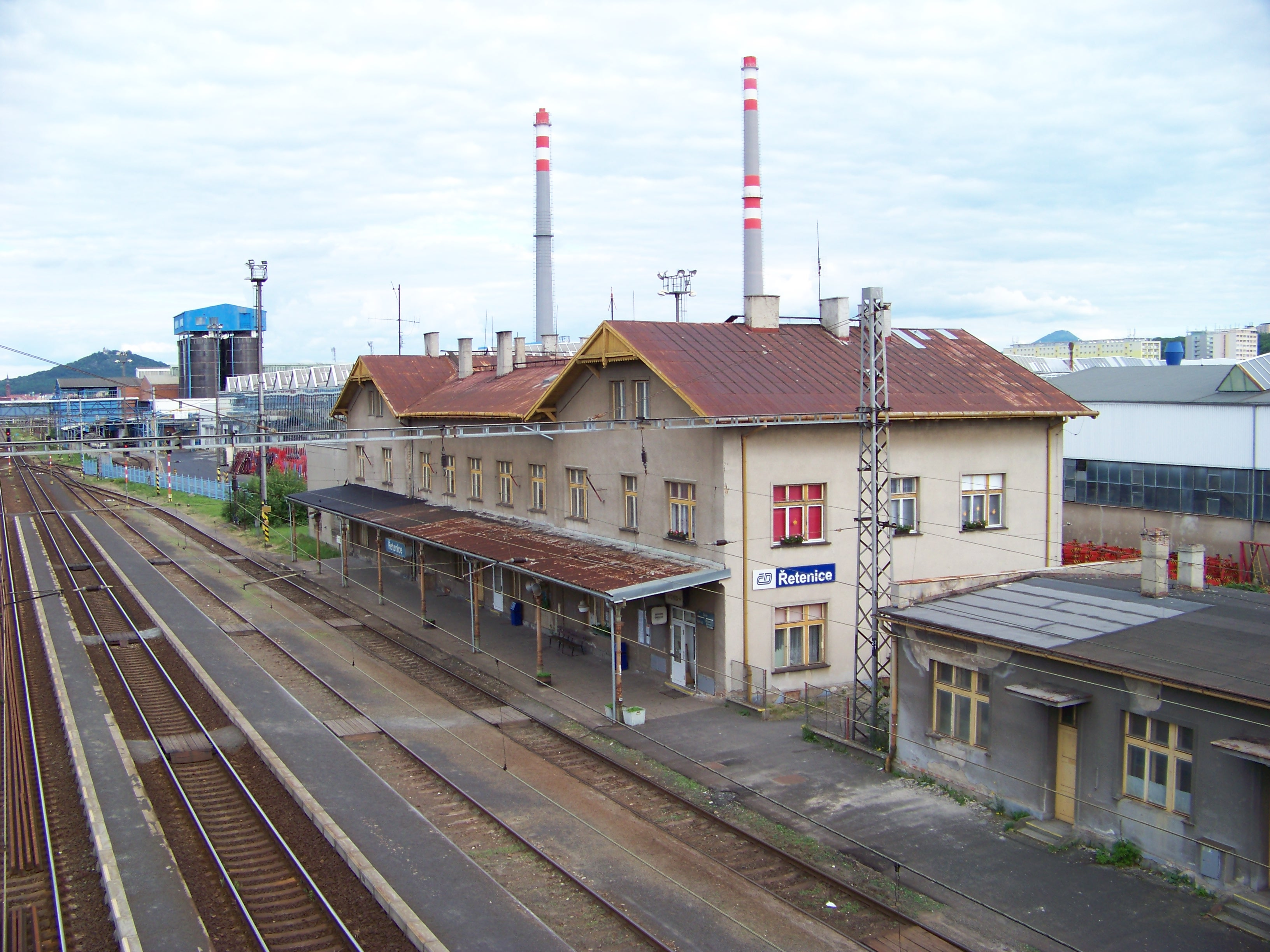
stanice Řetenice
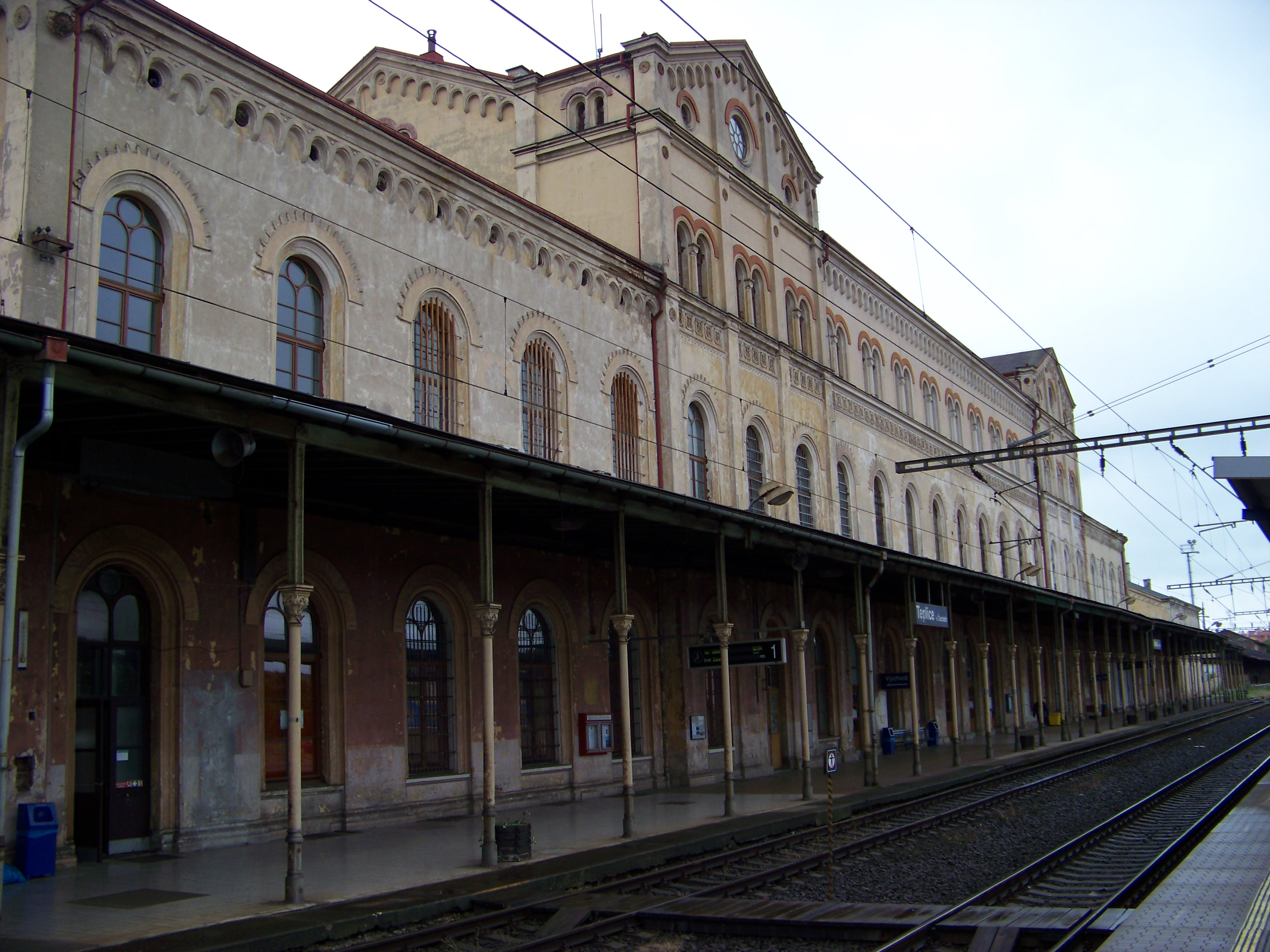
stanice Teplice v Čechách